# 長吻扇尾魚
長吻扇尾魚為輻鰭魚綱月魚目粗鰭魚科的其中一種，分布於中東太平洋區，從美國加州至墨西哥下加利福尼亞半島海域，為深海魚類，棲息深度可達500公尺，體長可達114公分。